# SONET
Synchronous optical network, zkráceně SONET, je standard digitální komunikace optickými vlákny používající laser nebo LED diody pro přenos velkého množství telefonních hovorů a dat definovaný v GR-253-CORE firmy Telcordia. Byl vytvořen jako náhrada PDH s cílem sjednotit technologii zařízení různých výrobců.
Novější standard Synchronous Digital Hierarchy (SDH) (G.707 a jeho rozšíření G.708) vytvořilo ITU na základě zkušeností ze sítí SONET. Jak SDH tak SONET jsou dnes široce používány; SONET v USA a Kanadě, SDH ve zbytku světa. SDH doplněná například o ATM se stává nejvýhodnější technologií přenosu dat všech druhů.

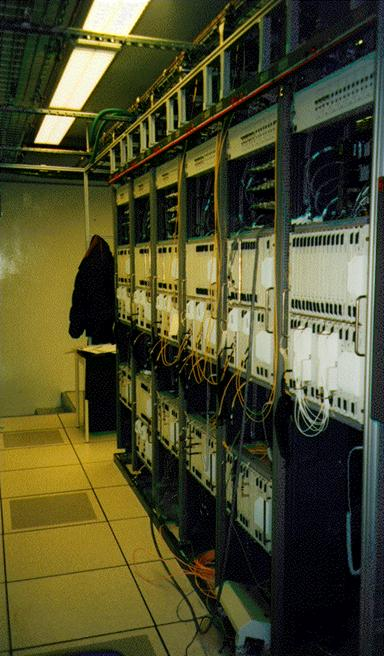
Racky add-drop multiplexorů STM-16 SDH firmy Alcatel

Na rozdíl od PDH jsou v sítích SONET rychlosti použité pro transport pevně synchronizovány v celé síti pomocí atomových hodin. Tento synchronizační systém dovoluje mezistátním sítím pracovat synchronně, a znatelně redukuje množství vyrovnávacích pamětí mezi jednotlivými prvky sítě.
Jak SONET tak SDH mohou být použity k zapouzdření předchozích digitálních přenosových protokolů, jako je PDH standard nebo mohou být použity přímo pro podporu ATM nebo takzvaných Packet over SONET sítí.

## Struktura signálů
Základní jednotkou přenosu SONETu je signál o rychlosti 51,840 Mbit/s nazývaný STS-1 (Synchronous Transport Signal one), platí pro elektronickou podporu signálu. Základní jednotkou SDH je STM-1 (Synchronous Transport Module-level 1) vycházející z STS-3, pracující s rychlostí 155,52 Mbit/s – trojnásobku rychlosti STS-1.
Dvě významné komponenty STS-1 rámce jsou hlavička (transport overhead) a informační pole synchronous payload envelope (SPE).
Hlavička transport overhead má délku 24 bytů a zahrnuje section overhead a line overhead. Ty jsou použity pro signalizaci, měření chybovosti. SPE je složený ze dvou částí payload overhead ve velikosti 9 byte, použita pro signalizaci, měření chybovosti mezi koncovými body. Dále payload o velikosti 774 byte. STS-1 payload je navržena pro nosný DS-3 rámec. Když DS-3 vstoupí do SONET sítě path overhead je přidán a SONET síť říká kde cesta končí path terminating. Kde je více DS-3 cest, se v SONET síti říká line terminating. Pokud je kdekoli dráha nebo cesta přerušena, sekce skončí také. SONET regenerátor ukončí sekci, ale ne cestu nebo dráhu.
Vstupní data jsou organizována do STS-1 v rámcích o délce 6480 bitů, které jsou přeneseny přesně za 125 mikrosekund, tj. přenáší se 8000 rámců za sekundu na optických okruzích, které se jmenují OC-1 (optical carrier one). V praxi jsou někdy termíny STS-1 a OC-1 zaměňovány, ačkoli OC-N formát odkazuje na signály v optické formě. Proto je nesprávné říkat, že OC-3 obsahuje 3 OC-1; může být řečeno, že obsahuje 3 STS-1.
Tři OC-1 (STS-1) signály jsou multiplexovány time-division multiplexing, pro správný tvar další úrovně v SONET hierarchií. OC-3 (STS-3), běží rychlostí 155,52 Mbit/s. Multiplex je provedený pomocí prokládání bajtů ze tří STS-1 rámců do STS-3 rámců, obsahující 2430 bytů a přenesených za 125 mikrosekund.
Z pomalejších okruhů jsou postupně agregovány okruhy s vyšší rychlostí. Například čtyři OC-3 nebo STM-1 okruhy mohou být agregovány do 622,08 Mbit/s okruhu, který se nazývá OC-12 nebo STM-4.

## Vztah k 10 Gigabit Ethernetu
Další možností rychlého síťového provozu je 10 Gigabit Ethernet (10GbE). Rychlost je podobná STM-64. Nicméně 10GbE explicitně neposkytuje interoperabilitu u datových proudů jako SDH/SONET. Tím se liší od WDM Coarse- and Dense-WDM systems (CWDM, DWDM), které umí právě STM-64, podporující 10GbE.

## Datové rychlosti
| SONET Optical Carrier Level | SONET Frame Format | SDH level and Frame Format | Payload bandwidth (kbit/s) | Line Rate (kbit/s) |
| --------------------------- | ------------------ | -------------------------- | -------------------------- | ------------------ |
| OC-1                        | STS-1              | STM-0                      | 48 960                     | 51 840             |
| OC-3                        | STS-3              | STM-1                      | 150 336                    | 155 520            |
| OC-12                       | STS-12             | STM-4                      | 601 344                    | 622 080            |
| OC-24                       | STS-24             | STM-8                      | 1 202 688                  | 1 244 160          |
| OC-48                       | STS-48             | STM-16                     | 2 405 376                  | 2 488 320          |
| OC-96                       | STS-96             | STM-32                     | 4 810 752                  | 4 976 640          |
| OC-192                      | STS-192            | STM-64                     | 9 621 504                  | 9 953 280          |
| OC-768                      | STS-768            | STM-256                    | 38 486 016                 | 39 813 120         |
| OC-1536                     | STS-1536           | STM-512                    | 76 972 032                 | 79 626 120         |
| OC-3072                     | STS-3072           | STM-1024                   | 153 944 064                | 159 252 240        |

## Fyzická vrstva
Fyzická vrstva aktuálně zahrnuje množství vrstev uvnitř, jenom jedna z nich je optická přenosová vrstva (která obsahuje bitrate, specifikaci jitteru, specifikaci optického signálu) SONET a SDH standardy mají uvnitř vlastnosti pro izolaci a identifikaci zdrojů signálů.

## Management protokoly
SONET zařízení je nejčastěji řízen pomocí TL1 protokolu. TL1 je tradiční jazyk telekomunikací pro řízení a nastavování SONET síťových prvků. TL1 (nebo jiný použitý příkazový jazyk pr SONET síťové prvky) musí přenášet jiné řídící protokoly, včetně SNMP, CORBA a XML.
Management SONET sítě je náročný a tajemný, ale je tam pár vlastností, které jsou v podstatě univerzální. První z nich je, že mnoho SONET NE má limitován počet řízených rozhraní. Ty jsou zde:
- Elektrické rozhraní. Elektrické rozhraní (nejčastěji 50 Ω) posílá TL1 příkazy z lokální fyzické vrstvy umístění v telefonní ústředně, kde je SONET NE umístěno. Toto je pro „lokální management“ a případně pro vzdálený management SONET NE
- Craft rozhraní. Lokální uživatel může přistupovat do SONET NE a vykonávat příkazy přes dumb terminál nebo terminálovou emulaci z notebooku. Toto rozhraní může být také připojeno k terminálovému serveru, který umožní vzdálený přístup a logování.
- SDH má vyhrazené datové komunikační kanály (DCC) pro správu. Podle ITU-T G. 7712 jsou tři módy pro správu:
  - IP zásobník používající pro spojení PPP
  - zásobník OSI, používající pro datový spoj LAPD
  - Duální (IP+OSI) stack používající PPP nebo LAP-D s tunelovací funkcí pro komunikaci mezi stacky.

## Další generace
SONET/SDH bylo původně vytvořeno primárně pro vícenásobný transport E1/T1, E3/T3 a dalších skupin multiplexovaných 64 kbit/s pulzně kódovaného modulovaného hlasu.
Schopnost přenosu ATM (Asynchronous Transfer Mode) provozu byla další z dřívějších aplikací. Aby se podporovala vysoká šířka ATM pásma, bylo vytvořeno spojování, které umožňovalo užší SONET/SDH kontejnery tj. STM-0 nepřímo multiplexovat pro vytvoření větších kontejnerů jako STM-1 pro širší datově orientované linky. SONET/SDH proto umí přenášet hlas a data současně.
Jediný problém v tradičním vícenásobném transportu je v jeho flexibilitě. V závislosti na datech, hlasu, který musí být přenášen, může být velký rozdíl ve volném pásmu, protože musí být ve stejně širokých vícenásobných kontejnerech. Pro představu, 100 Mbit/s Fast Ethernet připojený uvnitř 155 Mbit/s STM-1 kontejneru je velké plýtvání
Virtual Concatenation (VCAT) virtuálně spojený umožňuje libovolné spojení s nižší nákladem vícenásobného přenosu pro vytváření větších kontejnerů s úplně libovolnou šíří (tj. 100Mbit/s), bez potřeby SONET/SDH síťových rozhraní pro podporu jednotlivých vícenásobných transportů. Pro virtuální spojení často používané X.86 nebo Generic Framing Procedure (GFP) protokoly umožňují lépe rozložit vícenásobné transporty a proto ušetřit finanční prostředky.
Link Capacity Adjustment Scheme (LCAS) umožňuje dynamicky měnit šířku pásma přes dynamicky virtuálně koncentrované multiplexované kontejnery založené na malých šířkách pásma, které potřebné v síti.